# Vinessa Shaw
Vinessa Elizabeth Shaw, född 19 juli 1976 i Los Angeles, Kalifornien, är en amerikansk skådespelerska och modell. Hon började sin karriär som barnskådespelare och fick 1993 sitt stora genombrott när hon spelade rollen som Allison i Disneyfilmen Hocus Pocus. Hon har även medverkat i filmerna Ladybugs och I Los Angeles utan karta.
Shaw är dotter till Susan Damante samt syster till Natalie Shaw som även de jobbar inom skådespelarbranschen.